# Walter Pöldinger
Walter J. Pöldinger (* 31. Mai 1929 in Wien; † 15. Juli 2002) war ein österreichischer Psychiater.
Pöldinger studierte von 1947 bis 1953 an der Universität Wien Medizin, Anthropologie und Psychologie. 1968 wurde er an der Universität Basel in Psychiatrie habilitiert, wo er vom 1. April 1985 bis zum 30. September 1994 ärztlicher Direktor der Psychiatrischen Universitätsklinik (PUK) und ordentlicher Professor für Psychiatrie war.
Im Jahr 1983 erhielt er die Hans-Prinzhorn-Medaille der Deutschsprachigen Gesellschaft für Kunst & Psychopathologie des Ausdrucks e. V. (DGPA).

## Publikationen (Auswahl)
- Die Depression als Lebenskrise : und wenn der Mensch in seiner Qual verstummt ..., Basel, Schweiz : Ed. Roche, 1997, ISBN 978-3-907770-71-9.
- Das Nichtausgesprochene : worüber die Menschen zu wenig miteinander reden, Basel : Verlag Promedas, ISBN 978-3-952112-40-3.
- Ich ändere nie die Nase : Sehen, Gesehenwerden und Sichtbarmachen beim Porträtieren und in der Psychotherapie, Reinbek bei Hamburg : Rowohlt, 1996, ISBN 978-3-498-02940-1.
- Mit François Wider: Index psychopharmacorum, Bern/Stuttgart/Toronto : Huber Verlag, 1990, ISBN 978-3-456-81770-5.